# Хауали
Хауали (на арабски: حولي – Хауалли) е сред 6-те мухафази (губернаторства) на Кувейт.
Има площ 83,3 кв. км и население 960 779 жители (по приблизителна оценка от декември 2018 г.). Разделено е на 9 окръга. Обхваща територия от столицата град Кувейт.
В губернаторството функционират 2 спортни клуба, футболните отбори на които са спечелили купата на 1-ва кувейтска футболна лига съответно 13 и 4 пъти.